# Pareuchaetes misatlensis
Pareuchaetes misatlensis là một loài bướm đêm thuộc phân họ Arctiinae, họ Erebidae.